# 제2 기본 형식
미분기하학에서 제2 기본 형식(第二基本形式, 영어: second fundamental form)은 매끄러운 다양체의 부분 다양체의 모양을 나타내는 이차 형식이다.

## 정의
아핀 접속 {\displaystyle \nabla }가 주어진 매끄러운 다양체 {\displaystyle M} 속의 부분 다양체 {\displaystyle \Sigma \subset M}가 주어졌다고 하자. 그렇다면 {\displaystyle \Sigma }의 제2 기본 형식 {\displaystyle \operatorname {II} _{\Sigma }}는 {\displaystyle \Sigma } 위의 텐서장이다. 이는 매끄러운 벡터 다발 {\displaystyle N_{M/\Sigma }\otimes (T^{*}\Sigma )\otimes (T^{*}\Sigma )}의 매끄러운 단면이며, 그 정의는 다음과 같다. 매장 함수 {\displaystyle f\colon \Sigma \to M}이 주어졌을 때,
{\displaystyle \operatorname {II} _{\alpha \beta }^{\hat {\mu }}=P_{\mu }^{\hat {\mu }}\nabla _{\alpha }(\partial _{\beta }f^{\mu })}
여기서 {\displaystyle N_{M/\Sigma }}는 법다발이며, {\displaystyle P\colon TM\to N_{M/\Sigma }}는 {\displaystyle TM}에서 {\displaystyle N_{M/\Sigma }}으로 가는 사영 연산자이다. 만약 {\displaystyle M}의 접속의 비틀림이 0이라면 제2 기본 형식은 대칭 텐서이다.

### 유클리드 공간의 2차원 곡면
고전적으로, 제2 기본 형식은 유클리드 공간 {\displaystyle M=\mathbb {R} ^{3}} 속의 2차원 곡면 {\displaystyle \Sigma }에 대하여 주어진다. 곡면에 좌표 {\displaystyle \xi =(\xi ^{1},\xi ^{2})}를 주었을 때, {\displaystyle \Sigma }는 {\displaystyle \mathbf {f} (\xi )\in \mathbb {R} ^{3}}로 주어진다. 이 경우 {\displaystyle \Sigma }의 법선벡터는
{\displaystyle {\hat {\mathbf {n} }}(\xi )={\frac {\partial \mathbf {f} /\partial \xi ^{1}\times \partial \mathbf {f} /\partial \xi ^{2}}{\Vert \partial \mathbf {f} /\partial \xi ^{1}\times \partial \mathbf {f} /\partial \xi ^{2}\Vert }}}
이다. 이 경우, {\displaystyle \Sigma }의 제2 기본 형식은 다음과 같은 2×2 대칭행렬이다.
{\displaystyle \operatorname {II} ={\begin{pmatrix}d\xi ^{1}&d\xi ^{2}\end{pmatrix}}{\begin{pmatrix}L&M\\M&N\end{pmatrix}}{\begin{pmatrix}d\xi ^{1}\\d\xi ^{2}\end{pmatrix}}=\sum _{i,j=1}^{2}{\hat {\mathbf {n} }}\cdot {\frac {\partial ^{2}\mathbf {f} }{\partial \xi ^{i}\partial \xi ^{j}}}d\xi ^{i}\,d\xi ^{j}}
즉, {\displaystyle \mathbf {f} }의 헤세 행렬과 법선벡터의 내적이다. 행렬 표현에서 기호 {\displaystyle L,M,N}은 전통적이다.

## 참고 문헌
- 원대연; 이난이 (2014). 《미분기하학 입문》. 경문사. ISBN 978-89-6105-780-6. 2014년 5월 12일에 원본 문서에서 보존된 문서. 2014년 5월 11일에 확인함.
- Guggenheimer, Heinrich (1977). 《Differential geometry》 (영어). Dover. ISBN 0-486-63433-7.
- Kobayashi, Shoshichi; Katsumi Nomizu (1996). 《Foundations of differential geometry, volume 2》 (영어) New판. Wiley-Interscience. ISBN 0-471-15732-5.
- Spivak, Michael (1999). 《A comprehensive introduction to differential geometry, volume 3》 (영어). Publish or Perish. ISBN 0-914098-72-1.

## 같이 보기
- 제1 기본 형식
- 가우스 곡률
- 가우스의 빼어난 정리